# 1977 у телебаченні
Список 1977 у телебаченні описує події у сфері телебачення, що відбулися 1977 року.

## Події

### Липень
- 1 липня — Початок мовлення нового полтавського регіонального державного телеканалу «Полтавська ОДТРК».

### Без точних дат
- Початок аналогового мовлення телеканалу «ЦТ-3» на 1 ТВК у Вінниці[1].